# Черноморец, Александр Сергеевич
Алекса́ндр Серге́евич Черномо́рец (укр. Олександр Сергійович Чорноморець; 5 апреля 1993, Зеленодольск, Днепропетровская область, Украина) — украинский футболист, защитник клуба «Ворскла», выступающий на правах аренды за клуб «Металлист 1925».

## Биография
В Детско-юношеской футбольной лиге выступал за днепропетровский «Интер», киевский РВУФК и БРВ-ВИК (Владимир-Волынский). В 2010 году дебютировал в профессиональном футболе в составе клуба второй лиги «Скала» Моршин. В 2011 году стал игроком киевского «Динамо». В течение двух сезонов играл за молодёжный состав киевлян. В 2012—2015 годах выступал за «Динамо-2» в первой лиге. 15 апреля 2016 года подписал контракт с черниговской «Десной», с которой в сезоне 2016/17 выиграл серебряные медали Первой лиги.

### Карьера в сборной
Выступал в составе юношеских сборных Украины U-18 и U-19. Принимал участие в отборочных турнирах чемпионатов Европы среди юношей 2011 и 2012 годов.

## Достижения
«Десна»
- Серебряный призёр Первой лиги Украины: 2016/17

«Колос» (Ковалёвка)
- Победитель Первой лиги Украины: 2018/19